# Finales de la NBA de 1979
Las Finales de la NBA de 1979 fueron las series definitivas de los playoffs de 1979 y suponían la conclusión de la temporada 1978-79 de la NBA, con victoria de Seattle SuperSonics, campeón de la Conferencia Oeste, sobre Bullets, campeón de la Conferencia Este, repitiéndose la final del año anterior, pero con diferente campeón. En el partido se alinearon tres futuros miembros del Basketball Hall of Fame, Elvin Hayes y Wes Unseld por los Bullets, y Dennis Johnson por los Sonics, además del entrenador de estos, Lenny Wilkens.

## Resumen
| Partido | Fecha      | Equipo local | Resultado    | Equipo visitante |
| ------- | ---------- | ------------ | ------------ | ---------------- |
| 1       | 20 de mayo | Washington   | 99-97        | Seattle          |
| 2       | 24 de mayo | Washington   | 82-92        | Seattle          |
| 3       | 27 de mayo | Seattle      | 105-95       | Washington       |
| 4       | 29 de mayo | Seattle      | 114-112 (PR) | Washington       |
| 5       | 1 de junio | Washington   | 93-97        | Seattle          |

Sonics gana las series 4-1

## Enfrentamientos en temporada regular
Durante la temporada regular, los Bullets y los Sonics se vieron las caras en cuatro ocasiones (la liga la formaban entonces 22 equipos), jugando dos encuentros en el Capital Centre y otros dos en el Kingdome. Los Sonics se hicieron con 2 victorias, y los Bullets con las dos últimas.
| 25 de octubre | Washington Bullets | 92–121 | Seattle SuperSonics |                             |
|               |                    |        |                     |                             |
|               |                    |        |                     | Pabellón: Kingdome, Seattle |

| 23 de enero | Seattle SuperSonics | 103–100 | Washington Bullets |                                            |
|             |                     |         |                    |                                            |
|             |                     |         |                    | Pabellón: Capital Centre, Washington D. C. |

| 18 de febrero | Washington Bullets | 105–94 | Seattle SuperSonics |                             |
|               |                    |        |                     |                             |
|               |                    |        |                     | Pabellón: Kingdome, Seattle |

| 23 de febrero | Seattle SuperSonics | 110–132 | Washington Bullets |                                            |
|               |                     |         |                    |                                            |
|               |                     |         |                    | Pabellón: Capital Centre, Washington D. C. |

## Resumen de los partidos
Así como en la temporada pasada la llegada de ambos equipos a la final fue una sorpresa, en 1979 ambos eran los claros favoritos, y así lo demostraron, liderando cada uno su conferencia en la temporada regular. Pero los playoffs fueron mucho más duros para los bullets que para los Sonics, ya que tuvieron que superar dos rondas previas llegando en ambas al séptimo y definitivo encuentro, en segunda ronda ante Atlanta Hawks y en las finales de la Conferencia Este ante San Antonio Spurs, mientras que los Sonics lo tuvieron más fácil en su primer enfrentamiento ante Los Angeles Lakers, a los que derrotaron por 4-1, siendo más complicado en la eliminatoria que daba acceso a las Finales, ganando a Phoenix Suns por un apretado 4-3.

### Partido 1
| 20 de mayo                       | Seattle SuperSonics                                           | 97–99                | Washington Bullets                                         | |  |  |
|                                  | Parciales: 25–26, 25–33, 21–23, 26–17                         |                      |                                                            | |  |  |
|                                  | Estadísticas Gus Williams 32 John Johnson 11 Dennis Johnson 7 | Reporte Pts Reb Asts | Estadísticas Larry Wright 26 Wes Unseld 12 Tom Henderson 6 | Pabellón: Capital Centre, Landover, Maryland Asistencia: 19,035 espectadores Árbitros: - No. 10 Darell Garreson, - No. 4 Ed T. Rush - No. 18 Ed Middleton |  |  |
| Washington lidera las series 1–0 |                                                               |                      |                                                            | |  |  |
|                                  |                                                               |                      |                                                            | |  |  |

Los Bullets habían controlado el partido desde el inicio, llegando al último cuarto con 18 puntos de ventaja, pero Seattle remontó en este periodo, llegando a empatar el partido a 97. Larry Wright, que había conseguido 26 puntos saliendo desde el banquillo, penetró a canasta casi con el tiempo cumplido y Dennis Johnson intentó taponarle, pero los árbitros pitaron falta personal, mandando a Wright a la línea de tiros libres a falta de un segundo. Anotó dos de los tres lanzamientos (en aquella época, las reglas de la NBA establecían que cuando un equipo había rebasado el número de faltas permitidas en un cuarto, el lanzador tenía un tiro extra) ganando el partido.

### Partido 2
| 24 de mayo          | Seattle SuperSonics                                                          | 92–82                                 | Washington Bullets                                           | |  |  |
| 9 p.m. EDT          | Parciales: 28–23, 21–29, 19–14, 24–16                                        | Parciales: 28–23, 21–29, 19–14, 24–16 | Parciales: 28–23, 21–29, 19–14, 24–16                        | |  |  |
|                     | Estadísticas Gus Williams 23 Jack Sikma 13 D. Johnson, J. Johnson 6 cada uno | Reporte Pts Reb Asts                  | Estadísticas Bob Dandridge 21 Elvin Hayes 14 Bob Dandridge 5 | Pabellón: Capital Centre, Landover, Maryland Asistencia: 19,035 espectadores Árbitros: - No. 9 John Vanak - No. 14 Jack Madden - No. 19 Jim Capers |  |  |
| Series empatadas1–1 |                                                                              |                                       |                                                              | |  |  |
|                     |                                                                              |                                       |                                                              | |  |  |

En el segundo partido, Elvin Hayes anotó 11 puntos en el primer cuarto, pero solo 9 más en el resto del encuentro. Los Sonics lo sujetaron bien a él y a Bob Dandridge, permitiendo a los Bullets solo 30 puntos en la segunda mitad, dejando el marcador en un 82-92, que empataba la eliminatoria.

### Partido 3
| 27 de mayo                    | Washington Bullets                                                      | 95–105               | Seattle SuperSonics                                | |  |  |
|                               | Parciales: 25–31, 19–24, 22–26, 29–24                                   |                      |                                                    | |  |  |
|                               | Estadísticas Bob Dandridge 28 Unseld, Hayes 14 cada uno Bob Dandridge 5 | Reporte Pts Reb Asts | Estadísticas Gus Williams 31 Sikma 17 D. Johnson 9 | Pabellón: Kingdome, Seattle Asistencia: 35,928 espectadores Árbitros: - No. 11 Jake O'Donnell - No. 7 Joe Gushue - No. 25 Hugh Evans |  |  |
| Seattle lidera las series 2–1 |                                                                         |                      |                                                    | |  |  |
|                               |                                                                         |                      |                                                    | |  |  |

La serie se trasladó al Kingdome de Seattle, donde 35.928 aficionados apoyaron a su equipo. Los bullets empezaron muy mal en el tiro en el primer cuarto, con solo un 30% de acierto, lo que se tradujo en una ventaja para los Sonics de 13 puntos. En el segundo cuarto las cosas aún fueron peor, no pasando de un 20%. Seattle dominó de principio a fin el encuentro, permitiendo solo al final que los Bullets maquillaran el resultado, dejándolo en 105-95. Gus Williams con 31 puntos fue el mejor anotador, mientras que Dennis Johnson hacía un buen partido con 17 puntos, 9 rebotes y 2 tapones. Debajo de canasta destacó Jack Sikma que consiguió 21 puntos y 17 rebotes.

### Partido 4
| 29 de mayo                    | Washington Bullets                                           | 112–114              | Seattle SuperSonics                                        | |  |  |
|                               | Parciales: 16–24, 37–28, 28–32, 23–20 (T.E.: 8–10)           |                      |                                                            | |  |  |
|                               | Estadísticas tres jugadores 18 Wes Unseld 16 Tom Henderson 8 | Reporte Pts Reb Asts | Estadísticas Gus Williams 36 Jack Sikma 17 John Johnson 13 | Pabellón: Seattle Center Coliseum, Seattle Asistencia: 14,098 espectadores Árbitros: - No. 15 Bob Rakel - No. 8 Lee Jones - No. 10 Darell Garretson |  |  |
| Seattle lidera las series 3–1 |                                                              |                      |                                                            | |  |  |
|                               |                                                              |                      |                                                            | |  |  |

El cuarto encuentro destacó por la abundancia de faltas personales, hasta 59 pitaron los árbitros a lo largo del mismo. Se llegó al último cuarto con una desventaja por parte de los Bullets de 7 puntos, pero el empuje de Charles Johnson recortó la desventaja, mientras que Wes Unseld, que acabó con 16 puntos y 16 rebotes, anotó una bandeja casi sobre la bocina que empataba el partido a 104, llevándolo a la prórroga. En el tiempo extra los SuperSonics llevaron la iniciativa en todo momento, sobre todo sus bases, que acabaron con 36 puntos para Williams y 32 para Johnson. Sikma dominó bajo los tableros, con 20 puntos, 17 rebotes y 5 tapones, para ganar el partido 114-112. Los Bullets tuvieron un último lanzamiento para empatar el partido, pero lo desaprovecharon.

### Partido 5
| 1 de junio                  | Seattle SuperSonics                                       | 97–93                | Washington Bullets                                         | |  |  |
|                             | Parciales: 19–30, 24–21, 23–18, 31–24                     |                      |                                                            | |  |  |
|                             | Estadísticas Gus Williams 23 Jack Sikma 17 John Johnson 6 | Reporte Pts Reb Asts | Estadísticas Elvin Hayes 29 Elvin Hayes 14 Bob Dandridge 7 | Pabellón: Capital Centre, Landover, Maryland Asistencia: 19,035 espectadores Árbitros: - No 11 Jake O'Donnell - No. 7 Joe Gushue - No. 22 Paul Mihalak |  |  |
| Seattle gana las series 4–1 |                                                           |                      |                                                            | |  |  |
|                             |                                                           |                      |                                                            | |  |  |

De vuelta en Washington, Elvin Hayes tuvo un comienzo arrollador, anotando 20 puntos en la primera mitad, consiguiendo una ventaja de 8 puntos al descanso. Pero las lesiones de los bases titulares de los Bullets, Tom Henderson y Kevin Grevey condicionaron el partido, y a pesar de que mantivieron ventaja durante todo el tercer cuarto, un parcial de 12-0 de los Sonics les dio la delantera por 72-69. en ese momento surgió la figura de Brown, que anotó 4 de 5 lanzamientos en los últimos 13 minutos, dando la victoria y el primer anillo de la NBA a los SuperSonics, dejando el marcador final en 97-93.